# Cuisia
Cuisia är en kommun i departementet Jura i regionen Bourgogne-Franche-Comté i östra Frankrike. Kommunen ligger i kantonen Beaufort som tillhör arrondissementet Lons-le-Saunier. År 2022 hade Cuisia 388 invånare.

## Befolkningsutveckling
Antalet invånare i kommunen Cuisia
Referens:INSEE